# Louis Delhaize Group
Louis Delhaize Group este un grup de companii de retail din Belgia, înființat în anul 1850. Louis Delhaize deține magazine alimentare în Belgia, Franța, Luxemburg, România, Serbia și Ungaria. Grupul este prezent și în România prin rețeaua de hipermarketuri Cora, și cea de discount Profi.
Cifra de afaceri în 2008: 11 miliarde Euro.